# Çeki
Der Begriff Çeki leitet sich von dem türkischen Verbum çekmek ab, das in diesem Zusammenhang die Bedeutung „wiegen“ besitzt. Es bezeichnet dabei sowohl das zum Wiegen benutzte Instrument wie auch eine Gewichtseinheit.
Die Waage, die etwa in Steinbrüchen, an Anlegestellen und Lagerhäusern für (Brenn-)Holz verwendet wurde, war eine dreibeinige Balkenwage, An einem Ende des Balkens befand sich das Wiegegut, an der anderen das çeki taşı (Wiegestein) genannte Gewicht, das üblicherweise aus Stein bestand, aber auch aus Metall bestehen konnte. Um Betrug vorzubeugen, waren Balken und Gewicht gesiegelt.
Als Gewichtseinheit war das Çeki, wie alle Maß- und Gewichtseinheiten, weder standardisiert, noch unveränderlich. Lediglich in Istanbul bildete sich im 18./19. Jahrhundert eine gewisse Standardisierung auf 176 Okka (225,798 kg) heraus, wie aus drei behördlichen Akten aus den Jahren 1766, 1869 und 1881 erschlossen werden kann. Anderen Orts waren andere Werte gebräuchlich, so (für Brennholz) in Ayvalık 100 Okka (128,28 kg), in Saloniki 135–140 Okka (173–179 kg) und in Lesbos und Izmir 180 Okka (230,896 kg).
Für wertvolle Dinge, etwa Juwelen, bezeichnete die Einheit Çeki dagegen weit geringere Gewichte. Generell wurde die Einheit in der Türkei für Silber und Gold mit 100 Dirhem (320 g) gerechnet. In Izmir hingegen wurde 1 Çeki Opium mit 250 Dirhem oder 5/8 Okka (763 g) gerechnet, 1 Çeki Mohair mit 2 Kıyyeye (4,564 kg).
Die Bezeichnung Çeki wurde noch bis in die Gegenwart als Gewichtsbezeichnung verwendet, so für Brennholz mit einem Wert von 250 kg. Weit verbreitet (auch mit der mundartlichen Bezeichnung Çekü) ist der Gebrauch auch für ein Gewicht von 1 kg. Speziell in der Gegend von Antalya ist der Name lokal als Einheit für die Befüllung von Feuerwerkskörpern mit Pulver in Verwendung.